# 丹尼爾·洛維 (1992年)
丹尼爾·洛維（英語：Daniel Rowe；1992年3月9日—）是一位英格蘭足球運動員。在場上的位置是中場。他現在效力於英格蘭足球議會全國聯賽球隊马科斯菲尔德足球俱乐部。他的哥哥托米·羅維也是一位職業足球運動員。

## 外部連結
- 足球数据库：丹尼爾·洛維的球员统计数据